# Digitaria madagascariensis
Digitaria madagascariensis är en gräsart som beskrevs av Jean Marie Bosser. Digitaria madagascariensis ingår i släktet fingerhirser, och familjen gräs. Inga underarter finns listade i Catalogue of Life.